# Liste des évêques et archevêques de Cosenza
Cette liste recense les évêques et archevêques qui se sont succédé sur le diocèse de Cosenza fondé au VIIe siècle et promu archidiocèse en 1150. En 1979, il est uni aeque principaliter avec le diocèse de Bisignano ; les deux juridictions sont pleinement unit en 1986 pour donner l'archidiocèse de Cosenza-Bisignano.

## Évêques
- Palumbo (cité 598 et 599)
- Giuliano (cité 679)
- Pelagio (cité 743)
- Iselgrim (902–920)
- Pietro Ier (?–1056)
- Arnolf Ier (cité 1059)
- Ruffo Ier (cité 1077)
- Arnolf II (cité 1093 et 1123)

## Archevêques
- Ruffo II (?–1184)
- Pietro II (cité 1185)
- Bonomo
- Andrea (cité 1202)
- Luca Campano (vers 1205– 1224)
- Simeone Savelli
- Opizone Colombi (cité 1237 et 1239)
- Ubaldino
- Bartolomeo Pignatelli (1254–1266) (également archevêque de Messine)
- Thomas Agni de Lentini, O.P. (1267–1272) (également patriarche de Jérusalem)
- Riccardo da Benevento (1272–?)
- Belprando (1276–1278)
- Pietro, O.P. (1278–1290)
- Martino, O.Cist. (1285)
- Adamo De Ducy (1290–1295)
- Ruggero di Narenta (1295–1298)
- Pietro Boccaplanula, O.F.M. (1298–1319)
- Nicola (1320–1330)
- Francesco Della Marra (1330–1353)
- Pietro de Galganis (1354–1362)
- Nicola Caracciolo (1362–1365)
- Cerretano dei Cerretani (1365–1376)
- Niccolò Brancaccio (1377–1378)
- Tirello Caracciolo Pisquizi (1388–1412)
- Francesco Tomacelli (1413–1424) (également évêque de Capaccio)
- Bernardino oder Berardo Caracciolo (1424–1452)
- Pirro Caracciolo (1452–1481)
- Carlo Domenico del Carretto (1489-149])
- Battista Pinelli (1491-1495)
- Bartolomeo Fleury (Flores) (1495–1498)
- Francesco Borgia (1499–1511)
- Giovanni Ruffo de Theodoli (1511–1527)
- Taddeo Gaddi (1535–1561)
- Francesco Gonzaga (1562–1565)
  - Flavio Orsini (1569–1573) (administrateur apostolique)
- Andrea Matteo Acquaviva (1573–1576)
- Fantino Petrignani (1577–1585)
- Giovanni Evangelista Pallotta (1587–1591)
- Giovanni Battista Costanzo (1591–1617)
- Paolo Emilio Santoro (1617–1623) (également archevêque d'Urbino)
- Giulio Antonio Santoro (1623–1639)
- Martino Alfieri (1639–1641)
- Antonio Ricciulli (1641–1643)
- Alfonso Castiglion Morelli (1643–1649)
- Giuseppe Sanfelice (1649–1660)
- Gennaro Sanfelice (1660–1694)
- Eligio Caracciolo (1694–1700)
- Andrea Brancaccio, C.R. (1701–1725)
- Vincenzo Maria d'Aragona, O.P. (1725–1743)
- Francesco Antonio Cavalcanti, C.R. (1743–1748)
- Michele Maria Capece Galeota, C.R. (1748–1764) (également archevêque de Capua)
- Antonio d'Afflitto, C.R. (1764–1772)
- Gennaro Clemente Falcone (1772–1792) (également archevêque de Gaeta)
- Raffaele Mormile (1792–1803) (également archevêque de Palerme)
- Vincenzo Nicola Pasquale Dentice, O.S.B. (1805–1806)
- Domenico Narni Mancinelli (1818–1832) (également évêque de Caserta)
- Lorenzo Pontillo (1834–1873)
- Camillo Sorgente (1874–1911)
- Tomasso Trussoni (1912–1934)
- Roberto Nogara (1934–1940)
- Aniello Calcara (1940–1961)
- Domenico Picchinenna (1961–1971) (également archevêque de Catania)
- Enea Selis (1971–1979)
- Dino Trabalzini (1980–1998)
- Giuseppe Agostino (1998–2004)
- Salvatore Nunnari (2004–2015)
- Francescantonio Nolè (2015-2022)